# Castelo romano da Amendoeira
O Castelo da Amendoeira foi uma fortificação romana, situada no concelho de Castro Verde, na região do Baixo Alentejo, em Portugal.

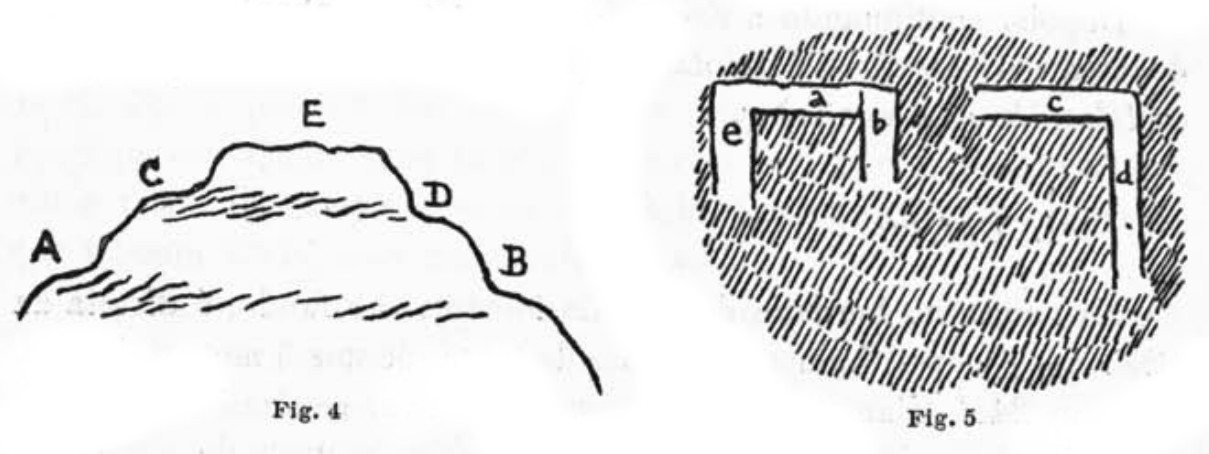
Dois desenhos do Castelo da Amendoeira, feitos por José Leite de Vasconcellos em 1897. A imagem da esquerda demonstra a organização das duas ordens de aterros, enquanto que a da direita é um esquema dos muros encontrados no local.

## Descrição e história
O sítio arqueológico situa-se na zona da Amendoeira Nova, sensivelmente entre Castro Verde e São Marcos da Ataboeira, e a acerca de 500 m da Ribeira de Maria Delgada. O arqueólogo José Leite de Vasconcelos considerou os vestígios como pertencente a um pequeno castro ou ópido, correspondente a uma citadela romana (Arx), tendo recebido o nome de castelo devido à tradição popular, como sucedeu com outros monumentos antigos na área.
Os vestígios de estruturas encontrados no local consistem principalmente em duas ordens de aterros, com alguns muros. De acordo com Leite de Vasconcelos estes muros, presentes em ambos os aterros, eram compostos por pedras de xisto. Em termos de espólio, foram recolhidos fragmentos de peças de cerâmica de construção, além de Terra sigillata. Leite de Vasconcelos referiu a descoberta de pesos romanos (Pondus), um grande número de fragmentos de tégulas e de bojos e asas de ânforas, além de nove candeias de barro.
O antigo forte romano terá funcionado numa primeira fase desde a época do Imperador Augusto até Nero, e depois durante o século III. Em 1897 José Leite de Vasconcelos esteve no local como parte de uma excursão arqueológica à região do Baixo Alentejo. Em 1981 o local foi investigado como parte de um programa de sondagens em várias fortificações romanas na área, que também inclui as de Vale de Mértola, Chaminé, e Juntas. O sítio foi novamente alvo de trabalhos arqueológicos em 1990, no âmbito de um protocolo de florestação entre o Instituto Português do Património Cultural e a Sociedade Portuguesa de Papel, e em 2016, durante a preparação da Carta do Património do Concelho de Castro Verde.